# Ses premières ailes
Pour plus de détails, voir Fiche technique et Distribution.
Ses premières ailes (Gallant Journey) est un film historique et biographique américain écrit, produit et réalisé par William A. Wellman et sorti en 1946. Le film met en vedette Glenn Ford, Janet Blair et Charles Ruggles. 
Le film est un film biographique du pionnier américain des débuts de l'aviation John Joseph Montgomery.

## Synopsis
Le père Dick Ball, qui vit à San Diego en Californie, évoque le souvenir de son ami d'enfance, John Joseph Montgomery en racontant l'histoire du premier Américain à avoir fait voler un planeur en 1883. 

## Fiche technique
- Titre original : Gallant Journey
- Titre français : Ses premières ailes
- Réalisation : William A. Wellman
- Scénario : William A. Wellman, Byron Morgan
- Photographie : Elmer Dyer, Burnett Guffey et George Meehan
- Montage : Al Clark
- Musique : Marlin Skiles
- Pays d'origine : États-Unis
- Langue originale : anglais
- Format : noir et blanc
- Genre : historique, biographique
- Durée : 86 minutes
- Dates de sortie :
  - États-Unis : 24 septembre 1946

## Distribution
- Glenn Ford : John Joseph Montgomery
- Janet Blair : Regina 'Ginny' Cleary
- Charles Ruggles : Jim Montgomery
- Henry Travers : Thomas Logan
- Jimmy Lloyd : Dan Mahoney / Prof. LaSalle
- Charles Kemper : Father 'Dickie' Ball
- Arthur Shields : Father Kenton
- Willard Robertson : Zachary Montgomery
- Selena Royle : Mrs. Zachary Montgomery
- Robert De Haven : Jim Logan, as a boy (comme Robert DeHaven)
- Robert Hoover : Dick Ball as a Boy (scènes non reprises)
- Joe Palma : Waiter (scènes non reprises)

Non crédités
- Ernie Adams : Husband
- Fernando Alvarado : Juan Morales
- Jessie Arnold :
- Conrad Binyon : Snort
- Billy Bletcher : Mahoney's Valet
- Symona Boniface : Dance Floor Extra
- Paul E. Burns : Peacock' Fox
- Tommy Cook : Cutty
- Bobby Cooper : Tom as a Boy
- Frank Dae : Judge
- Frank Darien : Doctor
- Robert Dudley : Process Server
- Kit Guard : Spectator
- Earle Hodgins : Mahoney's Barker
- Don House :
- Johnny Kascier : Barker
- Mike Lally : Celebrant in Field
- Cy Malis :
- Paul Marion : Tony Donardo
- Charles Marsh : Lawyer in Courtroom Montage
- Chris-Pin Martin : Pedro Lopez
- Pat Moran :
- Byron Morgan : John Logan
- Eula Morgan : Mrs. Thomas Logan
- Kathleen O'Malley : Mary
- Emory Parnell : Car Driver
- Bob Perry : Spectator
- Charles Perry :
- Wanda Perry :
- Henry Rowland : Cornelius Rheinlander
- Cy Schindell : Celebrant in Field
- Buddy Swan : Sharkey
- Loren Tindall : Jim Logan
- Michael Towne : Raymond Walker
- Victor Travis : Dance Floor Extra
- Ellinor Vanderveer : Dance Floor Extra
- William Wellman Jr. : Boy
- Eric Wilton : Dance Floor Extra
- Rudy Wissler : Hep